# Sebastian Boenisch
Sebastian Boenisch (sinh ngày 1 tháng 2 năm 1987 ở Gliwice) là một cầu thủ bóng đá người Đức gốc Ba Lan hiện đang chơi cho Werder Bremen, chủ yếu là ở vị trí hậu vệ trái.

## Sự nghiệp
Boenisch có trận ra mắt cho Schalke 04 vào ngày 11 tháng 2 năm 2006.Anh vào sân ở phút 86 trong trận thắng 7-4 ở sân nhà trước Bayer Leverkusen.Trận đấu còn lại anh ra sân ở mùa giải đó là trận thắng 2-1 trước RCD Espanyol ở UEFA Cup.
Vào ngày 1 tháng 9 năm 2007, anh chuyển tới Werder Bremen.

## Thi đấu quốc tế
Anh cũng có trận ra mắt trong màu áo đội tuyển U-21 vào năm đó.Cầu thủ sinh ở Ba Lan lưỡng lự không biết nên chơi cho đội tuyển nơi anh sinh ra hay đội tuyển Đức, vào ngày 8 tháng 6 năm 2009 anh nói: "Tôi luôn muốn chơi cho đội tuyển Ba Lan, tôi đã nói như vậy trước Euro 2008.Nhưng tôi không muốn chơi cho đội B của Ba Lan, hoặc đội trẻ." Bởi vậy vào tháng 6 năm 2009, huấn luyện viên đội tuyển Ba Lan Leo Beenhakker quyết định gọi anh vào đội hình cho trận giao hữu vào ngày 12 tháng tám với đội tuyển Hy Lạp.Tuy nhiên vào lúc ấy, Boenisch lại đổi ý và anh nói không muốn khoác áo đội tuyển Ba Lan, và quyết định chơi cho đội U-21 Đức.

## Thống kê sự nghiệp

### Câu lạc bộ
Tính đến 14 tháng 2 năm 2015
| Câu lạc bộ                 | Câu lạc bộ                 | Câu lạc bộ                 | Bundesliga | Bundesliga | DFB-Pokal | DFB-Pokal | DFB-Ligapokal | DFB-Ligapokal | châu Âu | châu Âu | Tổng cộng | Tổng cộng |
| Mùa giải                   | Câu lạc bộ                 | Bundesliga                 | Trận       | Bàn        | Trận      | Bàn       | Trận          | Bàn           | Trận    | Bàn     | Trận      | Bàn       |
| Đức                        | Đức                        | Đức                        | Bundesliga | Bundesliga | DFB-Pokal | DFB-Pokal | DFB-Ligapokal | DFB-Ligapokal | Châu Âu | Châu Âu | Tổng cộng | Tổng cộng |
| -------------------------- | -------------------------- | -------------------------- | ---------- | ---------- | --------- | --------- | ------------- | ------------- | ------- | ------- | --------- | --------- |
| 2005–06                    | Schalke 04                 | Bundesliga                 | 1          | 0          | 0         | 0         | 0             | 0             | 1       | 0       | 2         | 0         |
| 2006–07                    | Schalke 04                 | Bundesliga                 | 8          | 0          | 0         | 0         | 2             | 0             | 0       | 0       | 10        | 0         |
| Tổng cộng Schalke 04       | Tổng cộng Schalke 04       | Tổng cộng Schalke 04       | 9          | 0          | 0         | 0         | 2             | 0             | 1       | 0       | 12        | 0         |
| 2007–08                    | Werder Bremen              | Bundesliga                 | 9          | 1          | 0         | 0         | 2             | 0             | 3       | 0       | 14        | 1         |
| 2008–09                    | Werder Bremen              | Bundesliga                 | 24         | 0          | 5         | 0         | -             | -             | 13      | 0       | 42        | 0         |
| 2009–10                    | Werder Bremen              | Bundesliga                 | 17         | 0          | 2         | 0         | -             | -             | 3       | 1       | 22        | 1         |
| 2010–11                    | Werder Bremen              | Bundesliga                 | 1          | 0          | 1         | 0         | -             | -             | 2       | 0       | 4         | 0         |
| 2011–12                    | Werder Bremen              | Bundesliga                 | 4          | 0          | 0         | 0         | -             | -             | 0       | 0       | 4         | 0         |
| Tổng cộng Werder Bremen    | Tổng cộng Werder Bremen    | Tổng cộng Werder Bremen    | 55         | 1          | 8         | 0         | 2             | 0             | 18      | 1       | 83        | 2         |
| 2012–13                    | Bayer Leverkusen           | Bundesliga                 | 15         | 1          | 1         | 0         | -             | -             | 2       | 0       | 18        | 1         |
| 2013–14                    | Bayer Leverkusen           | Bundesliga                 | 25         | 1          | 2         | 0         | -             | -             | 4       | 0       | 31        | 1         |
| 2014–15                    | Bayer Leverkusen           | Bundesliga                 | 10         | 0          | 1         | 0         | -             | -             | 5       | 0       | 16        | 0         |
| Tổng cộng Bayer Leverkusen | Tổng cộng Bayer Leverkusen | Tổng cộng Bayer Leverkusen | 50         | 2          | 4         | 0         | -             | -             | 11      | 0       | 65        | 2         |
| Tổng cộng sự nghiệp        | Tổng cộng sự nghiệp        | Tổng cộng sự nghiệp        | 111        | 2          | 12        | 0         | 4             | 0             | 30      | 0       | 160       | 4         |

### Đội tuyển quốc gia
Tính đến 16 tháng 9 năm 2013
| Ba Lan    | Ba Lan | Ba Lan |
| Năm       | Trận   | Bàn    |
| --------- | ------ | ------ |
| 2010      | 2      | 0      |
| 2012      | 7      | 0      |
| 2013      | 5      | 0      |
| Tổng cộng | 14     | 0      |

## Danh hiệu

### Werder Bremen
- Bundesliga: Về nhì: 2007–08
- UEFA Cup: Về nhì: 2008–09
- Cúp bóng đá Đức: 2009

### U-21 Đức
- Giải vô địch U-21 châu Âu 2009: Vô địch